# Sahorawa
Sahorawa – gaun wikas samiti w środkowej części Nepalu w strefie Dźanakpur w dystrykcie Mahottari. Według nepalskiego spisu powszechnego z 2001 roku liczył on 983 gospodarstw domowych i 5531 mieszkańców (2688 kobiet i 2843 mężczyzn).